# Sayyid
Sayyid er en hæderstitel der tildeles alle mandlige efterkommere af profeten Muhammad gennem datteren Fatima al-Zahra og derfra børnebørn al-Hasan og al-Husayn. Døtre af samme blodslægt tiltales Sayyida.
| Islam | Spire Denne islamartikel er en spire som bør udbygges. Du er velkommen til at hjælpe Wikipedia ved at udvide den. |